# Roland Steinacher

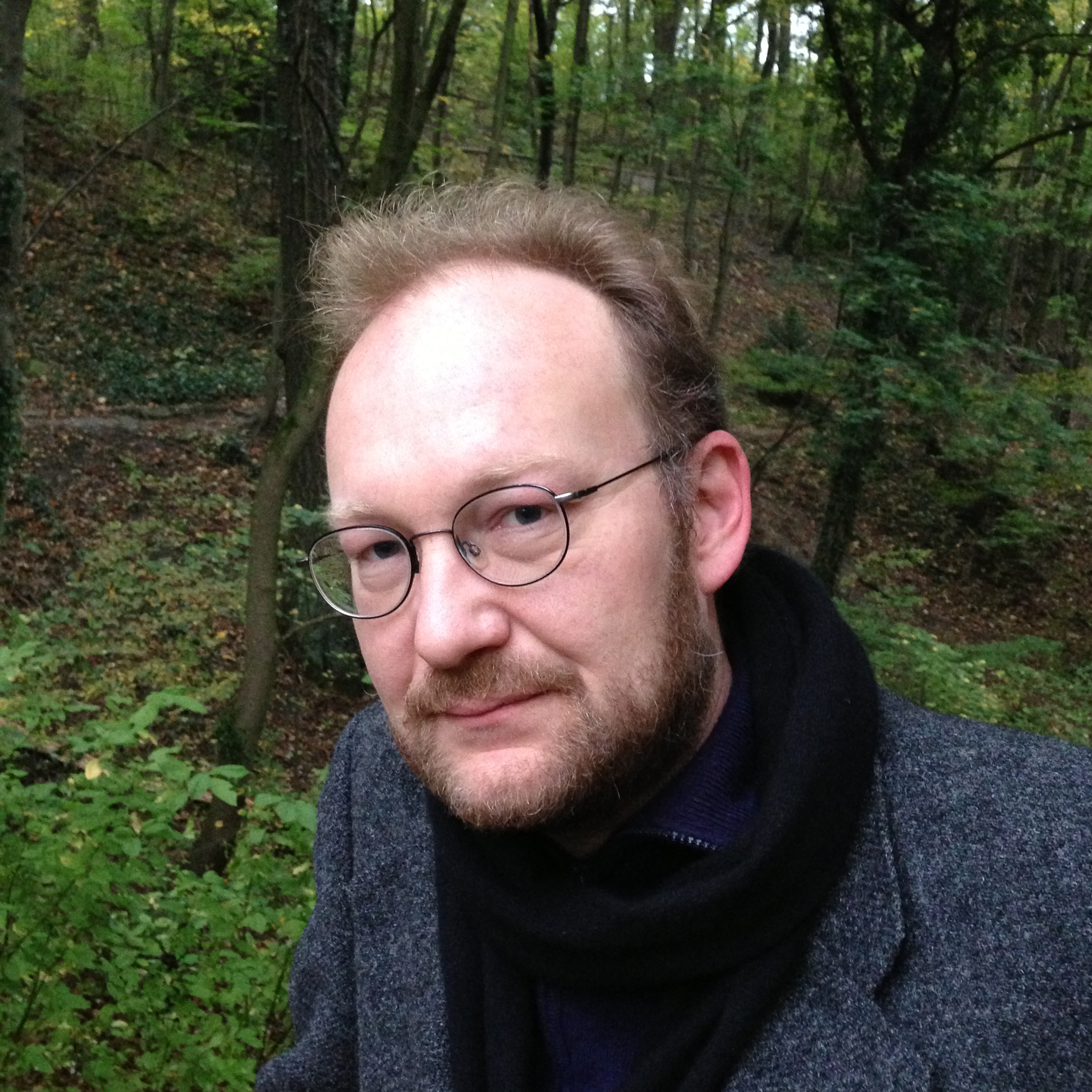
Roland Steinacher (2014)

Roland Steinacher (* 22. September 1972 in Innsbruck) ist ein österreichischer Althistoriker.

## Leben und Wirken
Steinacher legte die Matura am Akademischen Gymnasium Innsbruck ab und studierte 1991–1997 Geschichte, Alte Geschichte und Altertumskunde sowie Deutsche Philologie an der Universität Innsbruck. Anschließend wechselte er nach Wien, wo er 1998–2001 den Doktoratslehrgang am Institut für Österreichische Geschichtsforschung absolvierte, an dem er seit 2001 Mitglied war. Er wurde 2002 an der Universität Wien bei Herwig Wolfram promoviert und hat sich dort Ende 2012 auch habilitiert. Von 2003 bis 2013 war Steinacher an der Österreichischen Akademie der Wissenschaften und an der Universität Wien tätig, unter anderem als wissenschaftlicher Mitarbeiter von Walter Pohl im ERC-Projekt „Social cohesion, identity and religion in Europe, 400–1200“ (SCIRE). Für seine Forschungen erhielt er verschiedene Stipendien, so etwa 2014 ein Stipendium der Gerda Henkel Stiftung sowie 2015 und 2016 ein Alexander-von-Humboldt-Stipendium. 2017 war er als Senior Fellow am Alfried Krupp Wissenschaftskolleg Greifswald tätig, 2018 Nachwuchsgruppenleiter in der DFG-Kolleg-Forschergruppe Migration und Mobilität in Spätantike und Frühmittelalter an der Universität Tübingen. Seit Oktober 2018 ist er Professor für Alte Geschichte an der Universität Innsbruck. Von Oktober 2023 bis März 2024 war Steinacher Visiting Fellow am Berliner Antike-Kolleg (BAK) mit dem Projekt „Romanness and its Transformations, ca. 300–800 CE“.
Steinacher ist einer der jüngeren Vertreter der sogenannten Wiener Schule, die auf seinen akademischen Lehrer Herwig Wolfram zurückgeht. Seine Forschungsschwerpunkte bilden die spätrömische Geschichte, die Umgestaltung der römischen Welt („Völkerwanderung“) im europäischen Frühmittelalter, ethnische Prozesse in Spätantike und Mittelalter, antike und mittelalterliche Historiographie sowie Ethnographie, Barbarenbilder, Geistes-, Gelehrten- und Wissenschaftsgeschichte bis in die Frühe Neuzeit, Rezeptionsgeschichte der Antike, Edition, Quellen- und Handschriftenkunde, Numismatik und Epigraphik, Überlieferungsprobleme, Geschichte der Kirche und des Christentums, römisches und poströmisches Nordafrika (Africa in the first millennium) und die römische Provinzen in Norditalien, dem Alpenraum und dem Balkan zwischen 300 und 600 n. Chr. Besonders ausgewiesen ist er als Experte für die Vandalen und Heruler.

## Schriften (Auswahl)
Monographien
- Studien zur vandalischen Geschichte. Die Gleichsetzung der Ethnonyme Wenden, Slawen und Vandalen vom Mittelalter bis ins 18. Jahrhundert. Wien 2002 (unpublizierte Dissertation).
- Die Vandalen. Aufstieg und Fall eines Barbarenreichs. Klett-Cotta, Stuttgart 2016 (2. Aufl. 2017), ISBN 3-608-94851-1.
- Rom und die Barbaren. Völker im Alpen- und Donauraum (300–600). Kohlhammer, Stuttgart 2017, ISBN 3-17-025168-6.

Herausgeberschaften
- mit Guido M. Berndt: Das Reich der Vandalen und seine (Vor-)Geschichten (= Denkschriften. Österreichische Akademie der Wissenschaften, Philosophisch-Historische Klasse. Band 366 = Forschungen zur Geschichte des Mittelalters. Band 13). Verlag der Österreichischen Akademie der Wissenschaften, Wien 2008, ISBN 978-3-7001-3822-8.
- mit Guido M. Berndt: Arianism. Roman heresy and barbarian creed. Ashgate, Farnham u. a. 2014, ISBN 1-4094-4659-X.
- mit Stefan Donecker, Patrick Oelze, Oliver Domzalski, Daniel Mollenhauer, Steffen Raßloff, Michael Gehler: Deutsche Geschichte. Die große Bildenzyklopädie. DK Verlag, München 2018, ISBN 978-3-8310-3542-7.
- mit Paolo Tedesco, Philipp Margreiter, Walter Pohl, Andre Gingrich, Andreas Rhoby: Africa 500–1000. New Perspectives for Historical and Archaeological Research (= Medieval Worlds. Band 16). Verlag der Österreichischen Akademie der Wissenschaften, Wien 2022, ISBN 978-3-7001-9289-3.
- mit Barbara Hausmair: Von Raetien nach Tirol / Dalla Raetia al Tirolo (= Geschichte und Region/Storia e regione. Jg. 33, H. 1). Studienverlag, Innsbruck-Wien-Bozen 2024.